# Bahnstrecke Rudoltice v Čechách–Lanškroun
| Kursbuchstrecke (SŽ): | 270                  |                                                     |                                                     |
| Streckenlänge: | 4,142 km             |                                                     |                                                     |
| Spurweite: | 1435 mm (Normalspur) |                                                     |                                                     |
| Streckenklasse: | C3                   |                                                     |                                                     |
| Streckengeschwindigkeit: | 50 km/h              |                                                     |                                                     |
| |                      |                                                     |                                                     |
| \| \| \| von Česká Třebová (vorm. k.k. Nördliche Staatsbahn) \| \| \| \| 0,000 \| Rudoltice v Čechách früher Rudelsdorf \| Rudoltice v Čechách früher Rudelsdorf \| \| \| \| nach Olomouc (vorm. k.k. Nördliche Staatsbahn) \| \| \| \| 4,142 \| Lanškroun früher Landskron \| Lanškroun früher Landskron \| |                      |                                                     |                                                     |
| Strecke |                      | von Česká Třebová (vorm. k.k. Nördliche Staatsbahn) | von Česká Třebová (vorm. k.k. Nördliche Staatsbahn) |
| Bahnhof | 0,000                | Rudoltice v Čechách früher Rudelsdorf               | Rudoltice v Čechách früher Rudelsdorf               |
| Abzweig geradeaus und nach rechts |                      | nach Olomouc (vorm. k.k. Nördliche Staatsbahn)      | nach Olomouc (vorm. k.k. Nördliche Staatsbahn)      |
| Kopfbahnhof Streckenende | 4,142                | Lanškroun früher Landskron                          | Lanškroun früher Landskron                          |

Die Bahnstrecke Rudoltice v Čechách–Lanškroun ist eine regionale Eisenbahnverbindung in Tschechien, die ursprünglich von der priv. Österreichisch-Ungarischen Staatseisenbahngesellschaft (StEG) als Lokalbahn Rudelsdorf–Landskron erbaut und betrieben wurde. Sie zweigt in Rudoltice v Čechách (Rudelsdorf) von der Bahnstrecke Česká Třebová–Olomouc und führt in Ostböhmen nach Lanškroun (Landskron).
Nach einem Erlass der tschechischen Regierung ist die Strecke seit dem 20. Dezember 1995 als regionale Bahn („regionální dráha“) klassifiziert.

## Geschichte
Die Konzession für die Lokalbahn Rudelsdorf–Landskron erhielt die StEG am 15. Jänner 1884 gemeinsam mit der Strecke Brünn–Tischnowitz. Teil der Konzession war die Verpflichtung, die Strecken bis zum 31. Dezember 1884 „zu vollenden und dem öffentlichen Verkehre zu übergeben“. Ausgestellt war die Konzession bis zum 31. Dezember 1965. Eröffnet wurde die Strecke am 1. Juni 1885. Den Betrieb führte die StEG selbst aus.
Am 1. Jänner 1908 übernahmen die k.k. Staatsbahnen (kkStB) die Betriebsführung. Mit der Verstaatlichung der StEG am 15. Oktober 1909 kam dann auch die Infrastruktur zu den kkStB. Im Jahr 1912 wies der Fahrplan der Lokalbahn acht gemischte Zugpaare 2. und 3. Klasse aus. Sie benötigten für die vier Kilometer lange Strecke 13 Minuten.

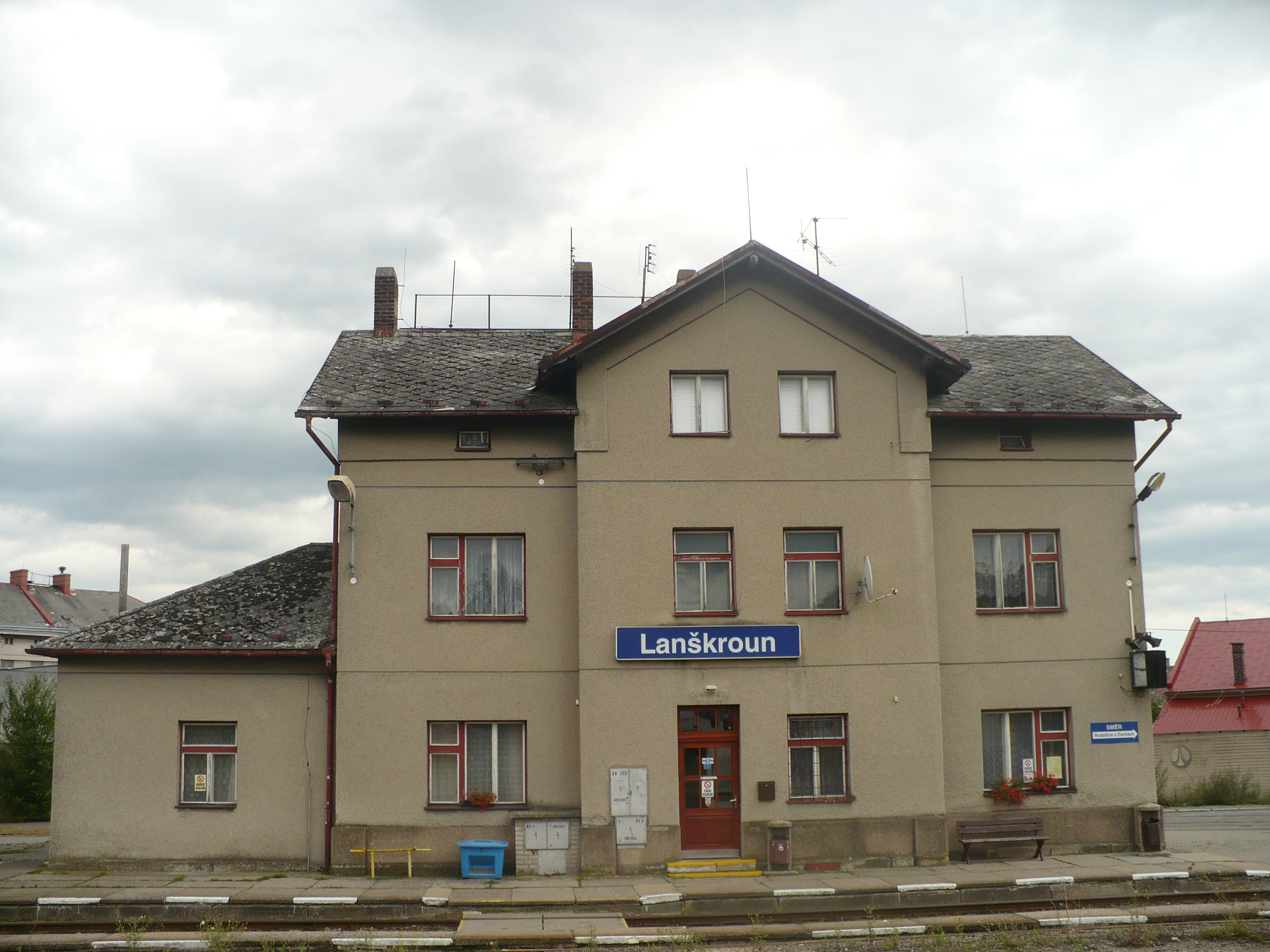
Bahnhof Lanškroun (2010)

Nach dem Ersten Weltkrieg kam die Strecke zu den neu gegründeten Tschechoslowakischen Staatsbahnen (ČSD). Ab 1928 kamen im Reisezugverkehr moderne Motorzüge zum Einsatz. Der Winterfahrplan von 1937/38 verzeichnete neun tägliche Personenzugpaare 3. Klasse, die sämtlich als Motorzug verkehrten. Die Fahrzeit betrug nur noch acht Minuten.
Nach der Angliederung des Sudetenlandes an Deutschland im Herbst 1938 kam die Strecke zur Deutschen Reichsbahn, Reichsbahndirektion Breslau. Im Reichskursbuch war die Verbindung nun als Kursbuchstrecke 154v Rudelsdorf–Landskron enthalten. Nach dem Ende des Zweiten Weltkriegs kam die Strecke wieder vollständig zu den ČSD.
Am 1. Jänner 1993 ging die Strecke im Zuge der Dismembration der Tschechoslowakei an die neu gegründeten České dráhy (ČD) über. Seit 2003 gehört sie zum Netz des staatlichen Infrastrukturbetreibers Správa železniční dopravní cesty (SŽDC), heute: Správa železnic.
Im Jahresfahrplan 2012 wurde die Strecke täglich im angenäherten Einstundentakt von Personenzügen bedient, die zumeist von und nach Česká Třebová durchgebunden waren.
Im Juni 2025 schrieb die staatliche Infrastrukturverwaltung die Elektrifizierung der Strecke mit 3 kV Gleichspannung sowie die Ausrüstung mit dem europäischen  Zugbeeinflussungssystem ETCS Level 2 mit einem Kostenrahmen von 566,7 Millionen Kronen öffentlich aus. Die Fahrleitung muss für das zukünftig einzuführende Wechselstromsystem mit einer Spannung von 25 kV 50 Hz ausgelegt sein. Vorgesehen ist zudem eine Fernsteuerung der Strecke durch die Betriebsleitzentrale (CDP) in Přerov.

## Fahrzeugeinsatz

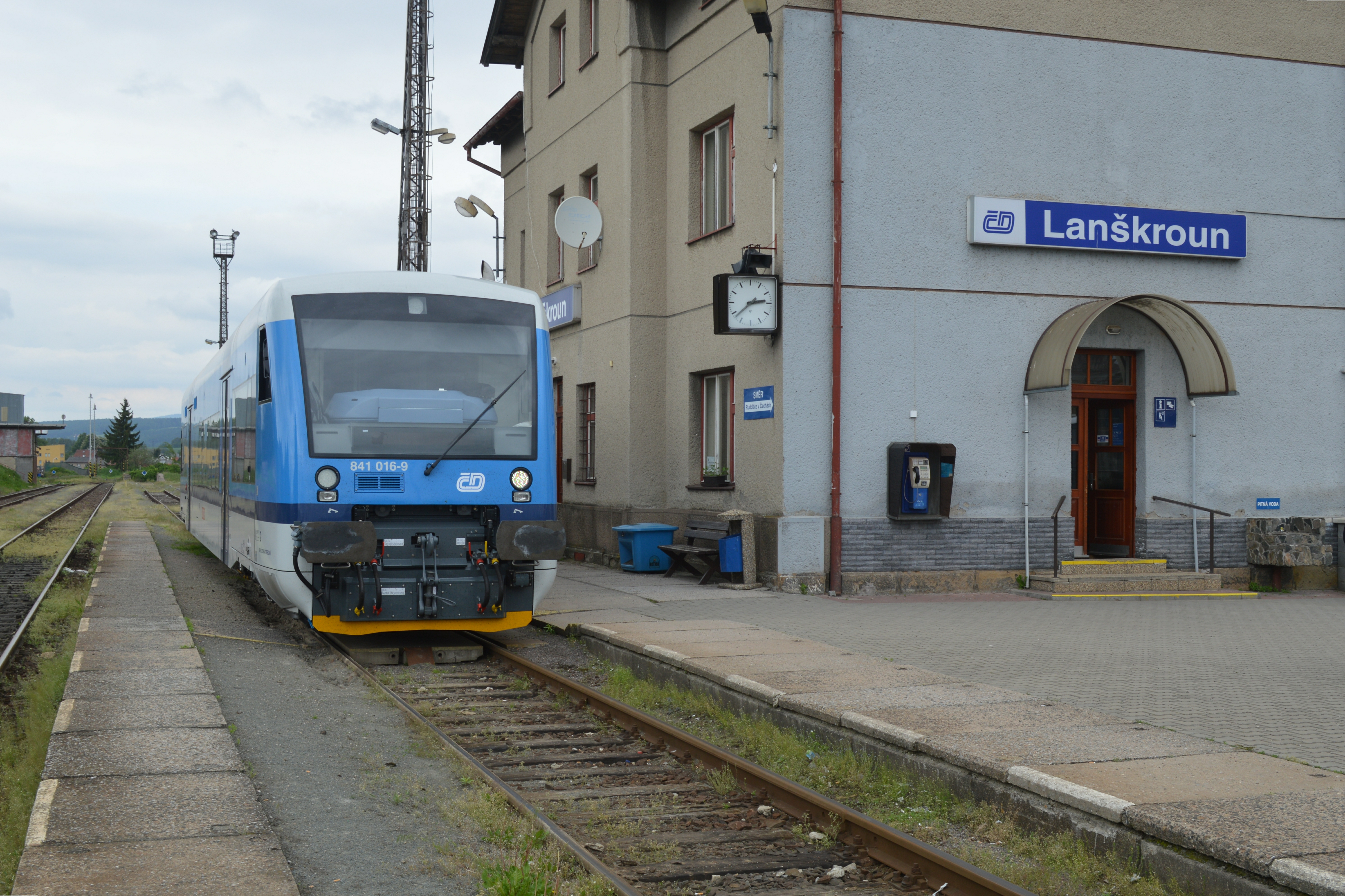
ČD-Baureihe 841 (Lanškroun; 2013)

Zum Einsatz kommen Fahrzeuge der Baureihen 814 und 841.